# Grewia herbacea
Grewia herbacea är en malvaväxtart som beskrevs av William Philip Hiern. Grewia herbacea ingår i släktet Grewia och familjen malvaväxter. Inga underarter finns listade i Catalogue of Life.